# Manfred Finger
Manfred Finger (geboren am 13. April 1952; gestorben am 21. Februar 2010) war ein deutscher Fußballspieler.
Er begann mit dem Fußball bei der BSG Motor Warnowwerft Warnemünde. Von 1972 bis 1976 spielte er bei Vorwärts Stralsund. In seiner aktiven Zeit spielte er mit dem Stralsunder Verein auch in der höchsten Spielklasse der DDR, der Oberliga, nämlich die Saison 1974/1975. Anschließend war er wieder in Warnemünde aktiv und stieg als Kapitän der Mannschaft 1979 in die DDR-Liga auf.
Der Familienvater Finger starb am 21. Februar 2010.